# Ready or Not (R.I.O.-Album)
Ready or Not ist das vierte Studioalbum des deutschen Dance-Projekts R.I.O. Es besteht aus 3 CDs und wurde am 10. Mai 2013 veröffentlicht.

## Hintergrund
R.I.O. kündigten am 18. April 2013 auf ihrer Facebook-Seite an, dass sie momentan am Video-Dreh für das Musikvideo der zweite Single Ready or Not arbeiten und parallel das gleichnamige Album veröffentlicht wird.
Manian, Yanou und Andres Ballinas produzierten, schrieben und komponierten die Lieder überwiegend selber. Allerdings sind auch sehr viele Cover-Songs enthalten, aufgrund dessen wurden auch weitere Künstler als Songwriter erwähnt. Zudem wirkten verschiedene Gastmusiker (Howard Glasford, U-Jean und Liz Kay) mit.
Das Album wurde im gesamten deutschsprachigem Raum Europas über das Plattenlabel Kontor Records veröffentlicht. Im Vereinigten Königreich erschien es über Manian und Yanous eigenes Label Zooland Records veröffentlicht und besitzt aufgrund dessen auch ein anderes Plattencover.

### Beschreibung der CDs
erste CD (↓ Titelliste)
Die erste CD trägt den Titel Ready or Not und besteht aus den beiden neuen Tracks Living in Stereo und Ready or Not. Zudem sind alle alten Lieder, von Shine On bis Summer Jam in Form eines Brandneuen Remixes zu finden. Darunter sind Remixes von CJ Stone, Rob & Chris und Mike Candys.
zweite CD (↓ Titelliste)
CD Nummer 2 trägt den Namen R.I.O.-Megamix enthält überwiegend Lieder wie My Life Is a Party von den Italobrothers oder Carlprits 1234 die von R.I.O. gemixt wurden. Zudem sind einige alte Lieder wie Hot Girl in Original-Form. Anfangs wurde geplant einige Remixes, wie zum Beispiel den „G&G Remix“ von Shine On der ersten CD auch auf der Zweiten zu verwenden. Diese Idee wurde jedoch für die digitale Version von Ready or Not verworfen.
dritte CD (↓ Titelliste)
Die dritte CD trägt den Titel R.I.O. & Friends und besteht aus einem DJ-Mix der die Länge einer Stunde beträgt, der in Download-Portalen wie Amazon oder iTunes nur als Einzelträck verfügbar ist. Die ausgewählten Songs wurden allesamt über das Plattenlabel Kontor Records oder Zooland Records veröffentlicht wurden. Beispiele dafür sind Azuros Je Ne Sais Pas.

### Veröffentlichung in Japan
Für Japan wurde anfangs keine Veröffentlichung vorgesehen, jedoch wurde für den 19. Februar 2014 doch ein Release einer neuen Version angesetzt. Dieses erfolgte in Form einer „Perfect Edition“. Die „Perfect Edition“ enthält im Gegensatz zur Europäischen Version einem neuen Remix der Single Turn this Club Around. Der Remix stammt von DJ Fumi★Yeah! und nicht von Mike Candys. Ebenfalls ist das Lied Komodo (Hard Nights) in Original und Crew Cardinal Remix enthalten. Des Weiteren ist zu erwähnen, dass die CD nur aus 22 Titeln und einem Megamix besteht.

## Rezeption

### Kritik
Das Album wurde unterschiedlich aufgenommen.
Ein Kritiker der Seite „Albumcheck“ beispielsweise war von dem Album eher weniger begeistert und gab ein negatives Review mit 
Er sagte:
Kontor Presents R.I.O.-Ready Or Not – damit hat sich das Label sicherlich keinen großen Gefallen getan. Zwar startete die Kontor Presents – Reihe sehr erfolgreich mit dem Michael Mind Project.
Obwohl Manuel Reuter und Jan Peifer alias R.I.O. sicherlich zu den erfolgreichsten deutschen Produzenten im Dance-Bereich gehören und immer wieder Hits mit verschiedenen Frontsängern aufs Parkett legen und die Tanzgemeinde beglücken, mag bei uns mit diesem Werk der Funke nicht wirklich überspringen.
Und das erste Mal hört man etwas, was man von Kontor Records gar nicht kennt. Eine schlechte Aufnahmequalität. Ups, was ist das denn? Teilweise sind die Songs zu übersteuert, teilweise klingen sie einfach dumpf.
Kommen wir zu der Musik an sich. Über Geschmack lässt sich ja streiten und auch wenn man die R.I.O. Hits mag, geht einem das gleichbleibende Gedumpfe so spätestens nach 10 Minuten auf den Senkel. Da helfen auch die Remixe nichts, denn Einheitsbrei klingt wie Einheitsbrei und da kann man nun mal nichts ändern. Immer der gleiche Beats, immer die gleichen Loops und alles irgendwie langweilig.
R.I.O. wars leider nicht!

### Erfolge
Bei iTunes konnte das Album schon nach wenigen Stunden Platz 7 der Album-Charts und Platz 1 der Dance-Charts erreichen. Auch der Song Ready or Not stieg direkt in die Single-Charts von iTunes ein. Like I Love You verpasste den Einstieg nur knapp. Auch in den offiziellen Deutschen Album-Charts stieg es bereits nach einer Woche ein. Dort erreichte es immerhin Platz 47 und übertraf somit den Erfolg seines Vorgängers Turn This Club Around.

## Singles

### Living in Stereo
Living in Stereo wurde am 15. März 2013 als erste Single-Auskopplung und Ankündigung des kommendem Album Ready or Not veröffentlicht. Als Stimme holten sie sich den Sänger Howard Glasford ins Studio. Das Musikvideo zu Living in Stereo wurde am selben Tag der Veröffentlichung auf dem YouTube-Kanal von Kontor Records hochgeladen. In dem Video sind zwei Kinder, ein Junge und ein Mädchen, zu sehen, die unzertrennlich sind und alles Mögliche gemeinsam erleben. Sie essen Eis zusammen, tanzen mit einer Truppe Tänzer zusammen, machen Musik, klauen sich Kekse und vieles mehr. Zum Schluss sind sie bei Akrobaten, die Kunststücke auf einem Stahlseil aufführen. Bereits nach wenigen Stunden wurde es über 50.000 Mal aufgerufen. Bereits eine Woche nach der Veröffentlichung stieg der Song in die deutschen, österreichischen und Schweizer Charts ein. In Deutschland erreichte Living in Stereo Platz 70 und in Österreich Nummer 41. In der Schweiz konnte das Lied sogar in die Top-40 einsteigen. Dort erreichte es Rang 32.

### Ready or Not
Das offizielle Musikvideo zu Ready or Not wurde zusammen mut U-Jean gedreht. Bereits am 19. April 2013 veröffentlichten sie auf ihrem Facebook-Profil erste Bilder vom Dreh. Das Musikvideo wurde erstmals am 10. Mai 2013 von Kontor Records auf ihren offiziellen MyVideo-Account hochgeladen. Im Video ist U-Jean zusammen mit mehreren hübschen Frauen in verschiedenen Szenen zu sehen. Das Intro singt er in einem Wagen, der an einer Küste gefahren wird. In weiteren Parts sieht man ihn am Pool, später bei einer Party, auf einem Felsen und auf einer Jacht. Bereit wenige Stunden nach der Veröffentlichung stand der Titel in den Top 50 der iTunes-Charts. Auch in den Single-Charts von Deutschland und Österreich war es bereits nach einer Woche vertreten. Dort stieg es jeweils auf Platz 54 und Platz 40 ein. In der Schweiz konnte er auf Nummer 64 einsteigen.

## Titelliste
| #   | Titel                                                                                 | Länge |     |
| CD1 | CD1                                                                                   | CD1   | CD1 |
| --- | ------------------------------------------------------------------------------------- | ----- | --- |
| 1   | Ready or Not (feat. U-Jean)                                                           | 3:27  |     |
| 2   | Living in Stereo (feat. Howard Glasford)                                              | 3:10  |     |
| 3   | Turn This Club Around (Mike Candys Rework) (feat. U-Jean)                             | 3:19  |     |
| 4   | Party Shaker (PH Electro Remix) (feat. Nicco)                                         | 3:37  |     |
| 5   | Like I Love You (CJ Stone Remix) (Vocals by Tony T)                                   | 3:10  |     |
| 6   | Summer Jam (Rob & Chris Remix) (feat. U-Jean)                                         | 3:16  |     |
| 7   | Shine On (G&G Remix) (Vocals by Tony T)                                               | 3:33  |     |
| 8   | Living in Stereo (Jack Holiday Remix) (feat. Howard Glasford)                         | 2:49  |     |
| 9   | Animal (Christopher S Remix) (feat. U-Jean)                                           | 4:08  |     |
| 10  | Miss Sunshine (Jerome Remix) (Vocals by Tony T)                                       | 3:04  |     |
| 11  | Ready or Not (Klaas Remix) (feat. U-Jean)                                             | 3:20  |     |
| 12  | When the Sun Comes Down (Eric Chase Remix) (Vocals by Tony T)                         | 3:12  |     |
| 13  | Serenade (Barnes & Heatcliff Remix) (Vocals by Tony T)                                | 3:39  |     |
| 14  | De Janeiro (Spencer & Hill Remix)                                                     | 3:30  |     |
| CD2 |                                                                                       |       |     |
| 1   | Party Shaker (R.I.O. feat. Nicco)                                                     | 3:26  |     |
| 2   | Supernova (R.I.O. Radio Edit) (Miami Club feat. Nicci)                                | 3:22  |     |
| 3   | Tonight (R.I.O. Video Edit) (Manian feat. Nicco)                                      | 3:28  |     |
| 4   | Turn This Club Around (R.I.O. feat. U Jean)                                           | 3:21  |     |
| 5   | Good Vibe (R.I.O. Remix) (Good Vibe Crew feat. Cat)                                   | 3:40  |     |
| 6   | Summer Jam (R.I.O. feat. U Jean)                                                      | 3:02  |     |
| 7   | Rock This Club (R.I.O. Remix) (King & White feat. Cimo)                               | 3:08  |     |
| 8   | De Janeiro (Radio Edit) (R.I.O.)                                                      | 3:24  |     |
| 9   | Children of the Sun (R.I.O Remix) (Yanou)                                             | 3:56  |     |
| 10  | Animal (R.I.O. feat. U-Jean)                                                          | 3:32  |     |
| 11  | 1234 (R.I.O. Remix) (Carlprit)                                                        | 3:22  |     |
| 12  | Je Ne Sais Pas (R.I.O Remix) (Azuro feat. Elly)                                       | 3:21  |     |
| 13  | Hot Girl (R.I.O.)                                                                     | 3:39  |     |
| 14  | My Life Is a Party (R.I.O. Remix) (Italobrothers)                                     | 3:27  |     |
| 15  | After The Love (PH Elektro Remix) (R.I.O.)                                            | 3:40  |     |
| 16  | Can You Feel It (R.I.O.)                                                              | 3:23  |     |
| 17  | Lay Down (R.I.O.)                                                                     | 3:14  |     |
| 18  | One Heart (R.I.O.)                                                                    | 3:13  |     |
| CD3 |                                                                                       |       |     |
| 1   | This Is Nightlife (ItaloBrothers)                                                     | 2:42  |     |
| 2   | Hypnotize (Azuro feat. Elly)                                                          | 3:29  |     |
| 3   | Sing La La La (E-Partment Remix) (Carolina Marquez feat. Flo Rida & Dale Saunders)    | 4:40  |     |
| 4   | Crossfire (Ehrencrona)                                                                | 3:39  |     |
| 5   | Touch The Stars (Nick Corline feat. Nuthin' Under A Million)                          | 3:34  |     |
| 6   | Autobahn (Rob & Chris)                                                                | 3:19  |     |
| 7   | Razorblade (Michael Mind Project feat. Lisa Aberer)                                   | 3:27  |     |
| 8   | Kill It On The Floor (Bodybangers Remix) (Danny Suko & Denny Crane feat. Tommy Clint) | 3:32  |     |
| 9   | Will I (Manian Remix) (Ryan Thistlebeck feat. Kaytee)                                 | 3:32  |     |
| 10  | Can't Stop Loving You (Ethernity)                                                     | 3:38  |     |
| 11  | Your Life (LaSelva feat. Angel)                                                       | 3:29  |     |
| 12  | All The Girls (L.A.R.5 feat. Jai Matt)                                                | 3:11  |     |
| 13  | Arrow (Crew Cardinal feat. JR)                                                        | 3:26  |     |
| 14  | Freak Girl (Crew Cardinal Remix) (CvB)                                                | 3:35  |     |
| 15  | Runaway (King & White Remix) (Jill Helena)                                            | 3:31  |     |
| 16  | Burn For You (Mikkas Remix) (Monique)                                                 | 3:12  |     |
| 17  | MDV (Jabdabda)                                                                        | 2:48  |     |
| 18  | Look Into My Eyes (Deepside Deejays)                                                  | 4:06  |     |
| 19  | Amsterdam (DJ Bomba)                                                                  | 3:13  |     |
| 20  | Knocker (T.M.O & Luke Green)                                                          | 3:48  |     |